# Office of Public Sector Information
L'Office of Public Sector Information (OPSI) est l'organisme chargé du fonctionnement du His / Her Majesty's Stationery Office (HMSO) et des autres services d'information publique du Royaume-Uni. L'OPSI fait partie des Archives nationales du Royaume-Uni et est responsable des droits d'auteur de la Couronne.
Le 21 juin 2006, l'OPSI a annoncé sa fusion avec les Archives nationales. La fusion a eu lieu en octobre 2006. L'OPSI continue de s'acquitter de ses rôles et responsabilités au sein de la structure des Archives nationales.

## Ouvrages publiés
- (en) Great Britain. Parliament. House of Commons, Papers by Command, Volume 105, H.M. Stationery Office, 1900 (lire en ligne)
- (en) Great Britain. Foreign Office et Claude M. MacDonald, Reports from Her Majesty's minister in China respecting events at Peking: Presented to both houses of Parliament by command of Her Majesty, December 1900, vol. Volume 364 of Cd. (Great Britain. Parliament), H.M. Stationery Office (no Issue 4 of China (Great Britain. Foreign Office)), 1900 (lire en ligne)
- (en) British and Foreign State Papers, H.M. Stationery Office, 1905 (lire en ligne)